# DTD2
DTD2 (англ. D-tyrosyl-tRNA deacylase 2 (putative)) – білок, який кодується однойменним геном, розташованим у людей на 14-й хромосомі. Довжина поліпептидного ланцюга білка становить 168 амінокислот, а молекулярна маса — 18 660.
| 10         |  | 20         |  | 30         |  | 40         |  | 50         |
| ---------- |  | ---------- |  | ---------- |  | ---------- |  | ---------- |
| MAEGSRIPQA |  | RALLQQCLHA |  | RLQIRPADGD |  | VAAQWVEVQR |  | GLVIYVCFFK |
| GADKELLPKM |  | VNTLLNVKLS |  | ETENGKHVSI |  | LDLPGNILII |  | PQATLGGRLK |
| GRNMQYHSNS |  | GKEEGFELYS |  | QFVTLCEKEV |  | AANSKCAEAR |  | VVVEHGTYGN |
| RQVLKLDTNG |  | PFTHLIEF   |  |            |  |            |  |            |

A: Аланін

C: Цистеїн

D: Аспарагінова кислота

E: Глутамінова кислота

F: Фенілаланін

G: Гліцин

H: Гістидин

I: Ізолейцин

K: Лізин

L: Лейцин

M: Метіонін

N: Аспарагін

P: Пролін

Q: Глутамін

R: Аргінін

S: Серин

T: Треонін

V: Валін

W: Триптофан

Кодований геном білок за функцією належить до гідролаз. 
Локалізований у цитоплазмі.